# محمد سلوکی
محمد سلوکی  (زاده ۸ اسفند ۱۳۵۸) مجری، تهیه‌کننده و بازیگر ایرانی است. او فارغ‌التحصیل رشته مدیریت فرهنگی در مقطع فوق لیسانس است. سلوکی در سال ۱۳۹۲ در چهارمین دوره انتخابات شورای اسلامی شهر تهران ثبت‌نام کرد و از جمله هنرمندانی بود که در این دوره از انتخابات حضور داشت. برادر کوچک او مهدی سلوکی نیز در سینما و تلویزیون به بازیگری مشغول است.

## فعالیت هنری
محمد سلوکی فعالیت هنری خود را در سال ۱۳۷۷ با برنامه نیمرخ شروع کرد. پس از آن به عنوان مجری برنامهٔ سیمای نوجوان کار کرد.

## اجراهای تلویزیونی
- نیمرخ (شبکه ۱)
- چراغ جادو |دی ۱۳۸۳ |[۳]
- تهران بیست |۱۳۸۸٫۱۳۸۷٫۱۳۸۶ |(شبکه پنج)[۴]
- جام بلورین[۵]
- رادیو هفت | تیر ۱۳۹۱ |[۶]
- شهر باران |مرداد ۱۳۹۲ |(شبکه یک)[۷]
- سین مثل سریال (شبکه یک)[۸]
- خوشا شیراز[۹]
- زنده رود
- جشن ملت ایران | بهمن ۱۳۹۲ | (شبکه دو)[۱۰]
- روز دلگشا | مرداد ۱۳۹۳ | (شبکه یک)[۱۱]
- ستاره شو | مهر ۱۳۹۳ | (شبکه یک)[۱۲]
- زیر سایه شما |اردیبهشت ۱۳۹۴ | (شبکه دو)[۱۳]
- مثبت منفی ۵ | تیر ۱۳۹۴ | (شبکه پنج)[۱۴]
- جشنواره چهل چراغ (شبکه سه)
- آقای آتش‌نشان | نوروز ۱۳۹۶ | (شبکه پنج)[۱۵]
- باغ ملی | تیر ۹۶|[۱۶]
- اقیانوس آرام |آبان ۱۳۹۶ | (شبکه دو)[۱۷]
- بوی عیدی (شبکه یک)
- ۲۱:۴۸ دقیقه | آذر ۱۳۹۶ | (شبکه دو)[۱۸]
- جان جهان |آذر ۱۳۹۶|[۱۹]
- همین نزدیکی |بهمن ۱۳۹۶| (شبکه دو)[۲۰]
- اینک بهار |فروردین ۱۳۹۷| (شبکه دو)[۲۱]
- شفا |اردیبهشت ۱۳۹۷| (شبکه دو)[۲۲]
- ویژه برنامه اردیبهشتی |اردیبهشت ۱۳۹۷| (شبکه دو)
- جمعه‌های رنگی | ۱۳۹۷|(شبکه دو)[۲۳]
- رادیو شب | ۱۳۹۷|(شبکه شما)[۲۴]
- ایران از نگاه دیگران | مهر ۱۳۹۷|(شبکه دو)[۲۵]
- شب گشت |دی ۱۳۹۷|(شبکه دو)[۲۶]
- شب‌نشینی| تابستان و پائیز ۱۴۰۰| (جام جم)[۲۷]
- آدم‌های خوب شهر | رمضان ۱۴۰۱ | (شبکه دو)

## سایر فعالیت‌ها
- اختتامیه بیست و ششمین جشنواره بین‌المللی فیلم‌های کودکان و نوجوانان در اصفهان
- اختتامیه بیست و نهمین دوره جشنواره فیلم فجر[۲۸]
- افتتاحیه سی و یکمین دوره جشنواره فیلم فجر[۲۹]
- اختتامیه سی‌وسومین جشنواره فیلم کوتاه تهران[۳۰]
- اختتامیه سی و چهارمین دوره جشنواره فیلم فجر
- اختتامیه سی و چهارمین جشنواره تئاتر فجر[۳۱]
- اختتامیه دومین جشنواره فیلم کوتاه «سما»
- اختتامیهٔ بخش بین‌الملل سی و یکمین جشنواره فیلم فجر[۳۲]
- اجرای اختتامیه سی و چهارمین جشنواره بین‌المللی فیلم کوتاه[۳۳]
- اجرای دهمین مراسم جشن نفس
- اجرای یازدهمین مراسم جشن نفس[۳۴]
- اجرای دوازدهمین مراسم جشن نفس[۳۵]
- اجرای سیزدهمین مراسم جشن نفس[۳۵]
- اجرای چهاردهمین مراسم جشن نفس
- اختتامیه چهارمین جشنواره تلویزیونی جام جم[۳۶]
- اختتامیه دوازدهمین جشنواره فیلم کوتاه «سایه»[۳۷]
- اختتامیه سومین جشنواره فیلم سلامت[۳۸]
- اجرای ششمین جشنواره «هنر برای صلح»[۳۹]
- اختتامیه سی و پنجمین جشنواره بین‌المللی فیلم کوتاه تهران[۴۰]
- اختتامیه بیست‌ویکمین جشنواره بین‌المللی قصه‌گویی[۴۱]
- اختتامیه سی و دومین جشنواره بین‌المللی فیلم‌های کودکان و نوجوانان. اصفهان[۴۲]
- بیست و یکمین مراسم جشن حافظ[۴۳]
- اختتامیه چهلمین دوره جشنواره فیلم فجر[۴۴]

## تهیه‌کنندگی
- ستاره شو
- عید شرقی
- باغ خندان[۴۵]
- بهترین شکل ممکن[۴۶]
- کوپه دختران[۴۷]
- جمعه‌های رنگی[۲۳]

## برنامه‌های رادیویی
- اینجا شب نیست (رادیو جوان)[۴۸]
- یک قدم تا زمستان (رادیو فصلی)[۴۹]
- امروز فرداست (رادیو گفت‌وگو)[۵۰]
- همراه (ایران صدا)

## فیلم‌ها
- سنتوری (۱۳۸۵) در نقش دکتر روان‌شناس[۵۱]
- دختر و راننده

## تئاتر
- قاتل بی‌رحم هسه کارلسون مسعود رایگان[۵۲]

## جوایز
- لوح تقدیر در دومین جشنواره بین‌المللی چهل‌چراغ[۵۳]
- تقدیر از برنامه بهترین شکل ممکن به تهیه‌کنندگی محمد سلوکی در جشن نفس[۵۴]
- تقدیر مدیر شبکه ۲ سیما از عوامل برنامه «اقیانوس آرام» با اجرای محمد سلوکی[۵۵]